# 's-Gravenzande
's-Gravenzande è una località olandese situata nel comune di Westland, nella provincia dell'Olanda meridionale.

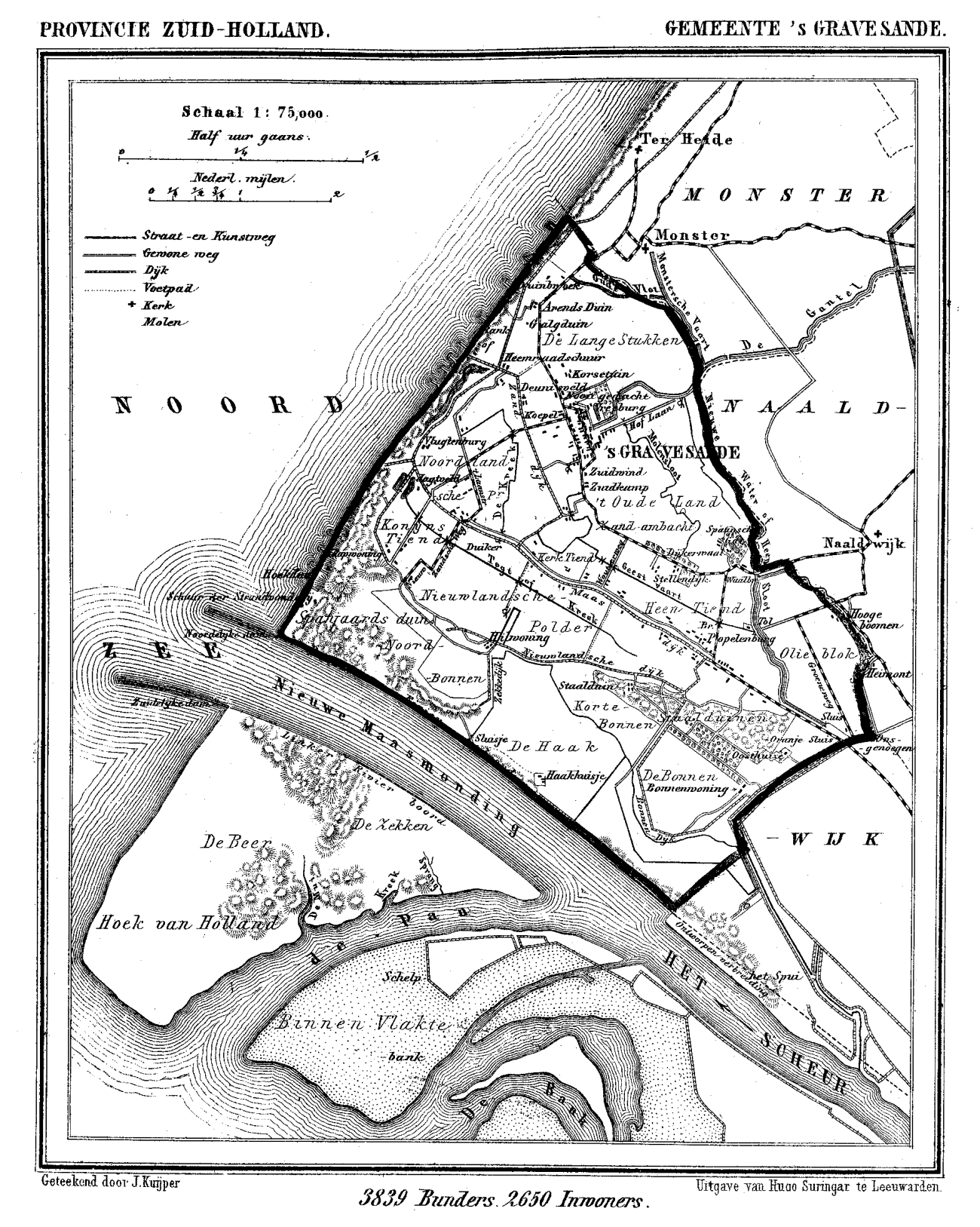
's-Gravenzande nel 1868

In precedenza la municipalità di 's-Gravenzande comprendeva anche il paese di Heenweg.
Nel gennaio 2004 è confluito nel nuovo comune di Westland per fusione con i comuni di Naaldwijk, De Lier, Monster e Wateringen.